# Martin Laroche

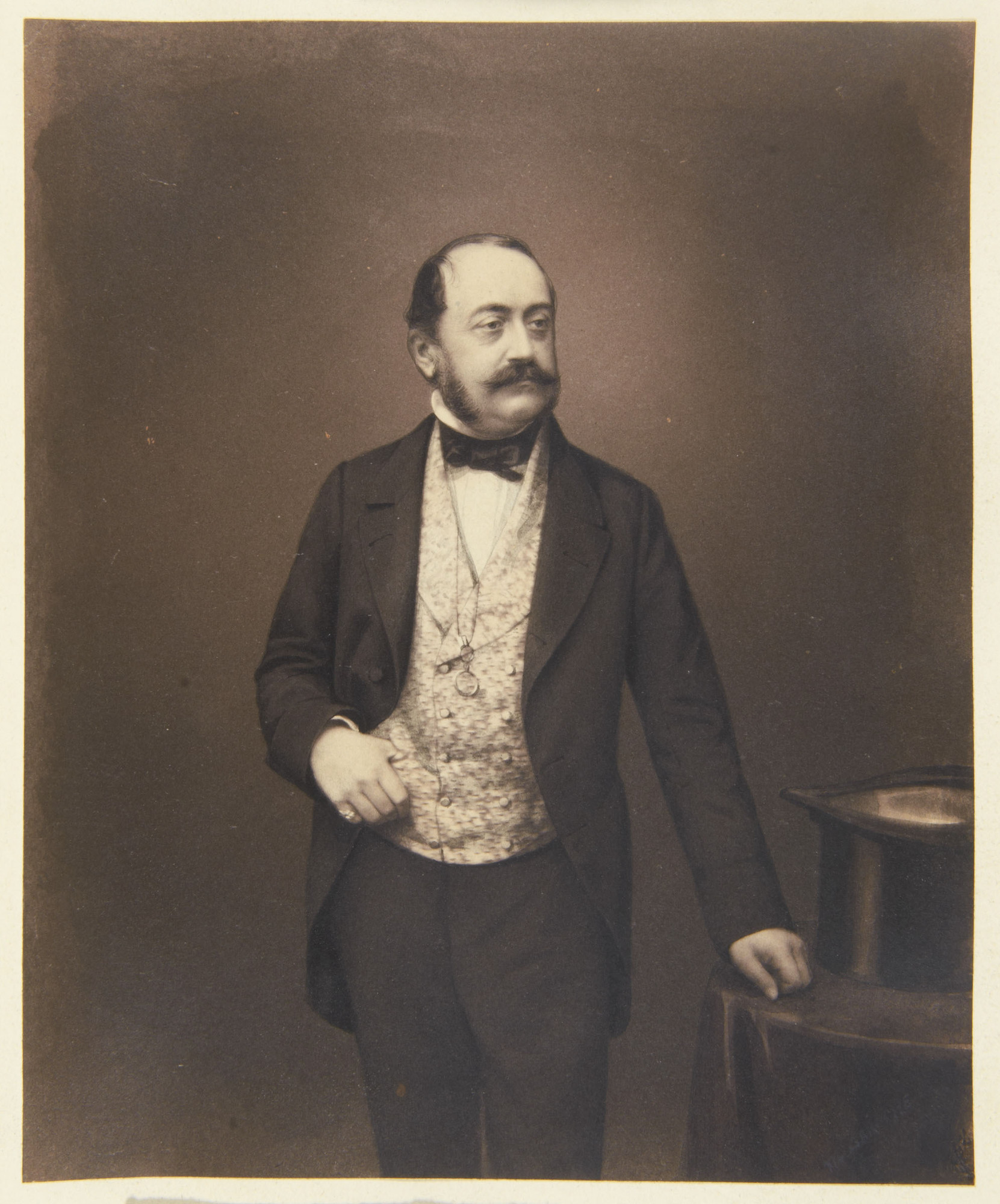
Carl, 3. princ Leiningenský

Martin Laroche, narozený William Henry Silvester (15. září 1814, Lambeth – 10. listopadu 1886, Birmingham), byl anglický profesionální fotograf, který úspěšně napadl patent na kalotypii Williama Foxa Talbota a liberalizoval profesionální praxi, výzkum a vývoj, který ovlivnil fotografii v devatenáctém století.

## Život
Narodil se 15. září 1814 v Lambeth a začal pracovat jako klenotník. V polovině třicátých let se oženil s Angélique Samsonovou. Do roku 1851 měl pár pět dětí a William Henry Silvester si změnil své jméno na Martin Laroche. Provozoval fotografická studia na Oxford Street v Londýně a popisoval se jako "umělecký daguerotypista". Vystavoval na Světové výstavě roku 1851 a údajně také fotografoval královnu Viktorii a herce Charlese Keana, ačkoli žádná z těchto fotografií neexistuje.

## Talbot vs. Laroche
Talbotův patentovaný proces kalotypie (též zvané talbotypie) se zpočátku nerozšířil jako daguerrotypie také proto, že Talbot reguloval jeho užívání přísnými pravidly a požadoval za práva na jeho použití poměrně vysoké částky. Talbot se také stal terčem útoků v tisku. V roce 1854 Laroche úmyslně podnítil konflikt s Talbotem. Zaplatil inzeráty, že Talbot používá Archerův kolodiový proces, který sám Talbot označoval za porušení svého vlastního patentu. Existuje několik tvrzení, že Laroche také spolupracoval s Archerem na jeho vývoji. Jiní se domnívají, že oba byli seznámeni společným přítelem a fotografem Williamem Peircem. Laroche měl podporu bohatých příznivců fotografie, neboť ti viděli jeho patent jako překážku ve svém fotografickém konání. (I když pro britské fotografy, kteří ji používali místo daguerrotypie, licencoval proces zdarma.) Talbot podal žalobu proti Larochovi na 5 tisíc liber, ale žaloba se nezdařila. Nicméně, Larochovi byly ponechány k úhradě soudní náklady asi 500 liber. Soud svým výrokem v roce 1854 Talbotův patent zrušil. Talbot byl sice uznán jako vynálezce fotografie, ale vylepšené fotografické metody byly z patentu vyloučeny. Prohraný soudní spor u Talbota vyvolal velké zdravotní problémy, omezil své výzkumy a věnoval se pouze fotografování.

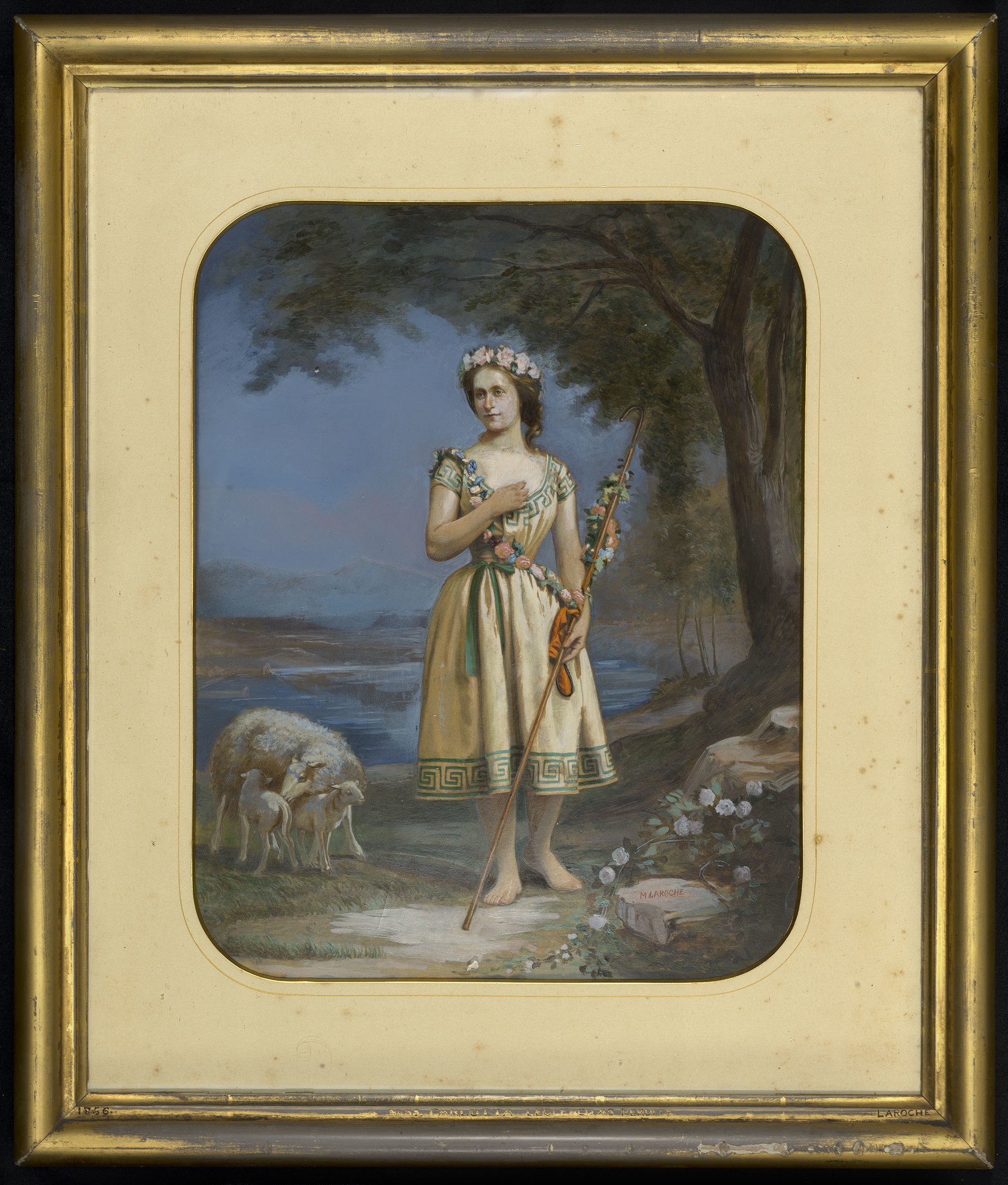
Miss Carlotta Leclercq jako Perdita, ručně kolorovaný albumenový tisk, 1856

## Pozdější život
Laroche žil a pracoval v Oxfordu až do počátku 60. let 19. století a pak se přestěhoval do Birminghamu, kde 10. listopadu 1886 zemřel.